# Erich Stach
Erich Stach (* 4. Februar 1896 in Berlin; † 8. März 1987 in Krefeld) war ein deutscher Geologe, bekannt für Arbeiten über Kohle und deren Petrographie.

## Leben
Erich Stach, dessen Vater akademischer Zeichenlehrer in Berlin war, war 1923 bis 1939 bei der Preußischen Geologischen Landesanstalt in Berlin. Gleichzeitig habilitierte er sich in Berlin und lehrte dann in Berlin und Bonn. 
Stach war seit 1933 Mitglied der NSDAP und der SS 
Ab 1956 war er am Nordrhein-Westfälischen Amt für Bodenforschung in Krefeld, wo er Oberlandesgeologe wurde.
Er entwickelte neue Mikroskopiertechniken zum Studium der Kohlepetrographie.
Eine Schülerin und spätere Kollegin in Krefeld war Marlies Teichmüller. Er war seit 1927 verheiratet.

## Schriften
- Lehrbuch der Kohlenpetrographie, Borntraeger 1935
- Großdeutschlands Steinkohlenlager, Borntraeger 1940
- Lehrbuch der Kohlenmikroskopie, Kettwig, Verlag Glückauf 1949
- Kohlenpetrographisches Praktikum, Borntraeger 1928
- Herausgeber: Stach´s Textbook of Coal Petrography, Borntraeger 1975